# 王封乡
王封乡，是中华人民共和国山西省太原市万柏林区下辖的一个乡镇级行政单位。2021年4月，撤销王封乡、化客头街道，合并设立王化街道。

## 行政区划
王封乡下辖以下地区：
王封村、圪垛村、城封村、东河村、上南山村、榆树峁村、冀家沟村、前西岭村、后西岭村、磺厂村、小卧龙村、周家山村、堡山村、莲叶塔村和马矢山村。